# Les Aventures culturelles de monsieur Loutre
Les Aventures culturelles de monsieur Loutre est une série télévisée d'animation française en 52 épisodes d'une minute et demie créée par Marguerite Sauvage et Ahmidou Lyazidi et diffusée depuis septembre 2009 sur France 3.
En 2016 la série se voit dédier une chaîne Youtube avec l'intégralité des épisodes disponibles gratuitement en version française.
La version en anglais Cultural Quest With Mister Otter est diffusée par Da Vinci Kids depuis 2017.

## Synopsis
Monsieur Loutre et son assistant Lascarounet illustrent en mimant et en se déguisant des leçons culturelles commentées par une voix off.

## Épisodes
1. Le Lac des cygnes
2. Le Caméléon
3. Marco Polo
4. Pingouin et Manchot
5. Les Patins à roulettes
6. Monter en Amazon
7. Le Badminton
8. Buffalo Bill
9. La Montgolfière
10. Les Viennoiseries
11. La Mini Jupe
12. Le Blue Jean
13. Trinquer
14. Le Cimetière des élephants
15. Le Roquefort
16. Le Panda
17. Monter à gauche
18. Le Sandwich
19. Marcel Duchamp
20. Le Micro-onde
21. La Loutre
22. Le Nettoyage à sec
23. Les Empreintes digitales
24. Le Sapin de Noël
25. Lever le petit-doigt
26. Le Prix Nobel
27. Le Frisbee
28. Le Dijeeridoo
29. Le Chewing-gum
30. La Capoeira
31. Le Marathon
32. Archimède
33. Les Frites
34. L'Ours en peluche
35. Le Papier
36. Le Timbre
37. Le Bikini
38. Les Flibustiers démocrates
39. Les Dragons
40. Drôles d'asticots
41. Les Chips
42. La Glacière
43. Le Chocolat
44. La Barbe
45. Le Café
46. La Teinture
47. La Croix-Rouge
48. La Soie
49. La Tulipe
50. La Guitare électrique
51. Jean Baptiste Lully
52. La Pizza margarita